# Howland (Maine)
Howland ist eine Town im Penobscot County des Bundesstaates Maine in den Vereinigten Staaten. Im Jahr 2020 lebten dort 1094 Einwohner in 568 Haushalten auf einer Fläche von 92,26 km².

## Geografie
Nach dem United States Census Bureau hat Howland eine Gesamtfläche von 92,26 km², von der 90,44 km² Land sind und 1,81 km² aus Gewässern bestehen.

### Geografische Lage
Howland liegt zentral im Penobscot County. Die östliche Begrenzung des Gebietes bildet der in südliche Richtung fließende Penobscot River. Zentral in östliche Richtung fließt der Piscataquis River durch das Gebiet der Town, der in den Penobscot River mündet. Die Oberfläche ist eben, die höchste Erhebung ist der 169 m hohe Bunker Hill.

### Nachbargemeinden
Alle Entfernungen sind als Luftlinien zwischen den offiziellen Koordinaten der Orte aus der Volkszählung 2010 angegeben.
- Norden: North Penobscot, Unorganized Territory, 67,8 km
- Osten: Enfield, 10,6 km
- Südosten: Passadumkeag, 12,6 km
- Süden: Edinburg, 11,2 km
- Südwesten: LaGrange, 13,4 km
- Westen: Maxfield, 5,7 km

### Stadtgliederung
In Howland gibt es mehrere Siedlungsgebiete: Howland, North Howland, Sebois und West Howland.

### Klima
Die mittlere Durchschnittstemperatur in Howland liegt zwischen −9,4 °C (15 °F) im Januar und 20,6 °C (69 °F) im Juli. Damit ist der Ort gegenüber dem langjährigen Mittel der USA um etwa 9 Grad kühler. Die Schneefälle zwischen Oktober und Mai liegen mit bis zu zweieinhalb Metern mehr als doppelt so hoch wie die mittlere Schneehöhe in den USA; die tägliche Sonnenscheindauer liegt am unteren Rand des Wertespektrums der USA.

## Geschichte
Howland wurde als Town am 10. Februar 1826  organisiert. Zuvor wurde das Gebiet als Township No. 1, Seventh Range North of Waldo Patent (T1 R7 NWP) bezeichnet. Benannt wurde die Gemeinde nach John Howland. Die ersten Siedler erreichten das Gebiet im Jahr 1818. Im Jahr 1834 wurde der Howland Dam gebaut, der auch den Zug der Fische unterband und seitdem ist der Alewive, eine Heringsart, nicht mehr dort beheimatet.
Um Enfield mit Howland zu verbinden, wurde im Jahr 1869 die Bahnstrecke Enfield–Howland eröffnet. Sie wurde 1963 stillgelegt und abgebaut, heute ist sie ein Wanderweg.

### Einwohnerentwicklung
| Volkszählungsergebnisse – Town of Howland, Maine | Volkszählungsergebnisse – Town of Howland, Maine | Volkszählungsergebnisse – Town of Howland, Maine | Volkszählungsergebnisse – Town of Howland, Maine | Volkszählungsergebnisse – Town of Howland, Maine | Volkszählungsergebnisse – Town of Howland, Maine | Volkszählungsergebnisse – Town of Howland, Maine | Volkszählungsergebnisse – Town of Howland, Maine | Volkszählungsergebnisse – Town of Howland, Maine | Volkszählungsergebnisse – Town of Howland, Maine | Volkszählungsergebnisse – Town of Howland, Maine |
| Jahr                                             | 1800                                             | 1810                                             | 1820                                             | 1830                                             | 1840                                             | 1850                                             | 1860                                             | 1870                                             | 1880                                             | 1890                                             |
| ------------------------------------------------ | ------------------------------------------------ | ------------------------------------------------ | ------------------------------------------------ | ------------------------------------------------ | ------------------------------------------------ | ------------------------------------------------ | ------------------------------------------------ | ------------------------------------------------ | ------------------------------------------------ | ------------------------------------------------ |
| Einwohner                                        |                                                  |                                                  |                                                  | 329                                              | 322                                              | 214                                              | 174                                              | 176                                              | 137                                              | 171                                              |
| Jahr                                             | 1900                                             | 1910                                             | 1920                                             | 1930                                             | 1940                                             | 1950                                             | 1960                                             | 1970                                             | 1980                                             | 1990                                             |
| Einwohner                                        | 519                                              | 494                                              | 724                                              | 1605                                             | 1189                                             | 1441                                             | 1362                                             | 1468                                             | 1602                                             | 1435                                             |
| Jahr                                             | 2000                                             | 2010                                             | 2020                                             | 2030                                             | 2040                                             | 2050                                             | 2060                                             | 2070                                             | 2080                                             | 2090                                             |
| Einwohner                                        | 1362                                             | 1241                                             | 1094                                             |                                                  |                                                  |                                                  |                                                  |                                                  |                                                  |                                                  |

## Wirtschaft und Infrastruktur

### Verkehr
Die Interstate 95 verläuft in nordsüdlicher Richtung parallel zum Penobscot River durch die Town. Die Main State Route 155 führt in östlicher Richtung bis zum Cold Stream Pond nach Enfield und in westlicher Richtung nach LaGrange.

### Öffentliche Einrichtungen
In Howland befindet sich die Cummings Health Care Facility, die auch den Bewohnern der umgebenden Gemeinden zur Verfügung steht.
In Howland befindet sich die Thomas Free Library in der Main Street.

### Bildung
Howland gehört mit Burlington, Lowell, Edinburg, Enfield, Maxfield, Passadumkeag und Seboeis zum School Administrative Unit 31. Im Schulbezirk stehen folgende Schulen zur Verfügung:
- Penobscot Valley High School in Howland, mit Schulklassen vom 9. bis zum 12. Schuljahr
- Hichborn Middle School in Howland, mit Schulklassen vom 6. bis zum 8. Schuljahr
- Enfield Station School in Enfield, mit Schulklassen von Pre-Kindergarten bis zum 5. Schuljahr

## Persönlichkeiten

### Söhne und Töchter der Stadt
- Percy Spencer (1894–1970), Erfinder des Mikrowellenherdes